# Dinocephalia

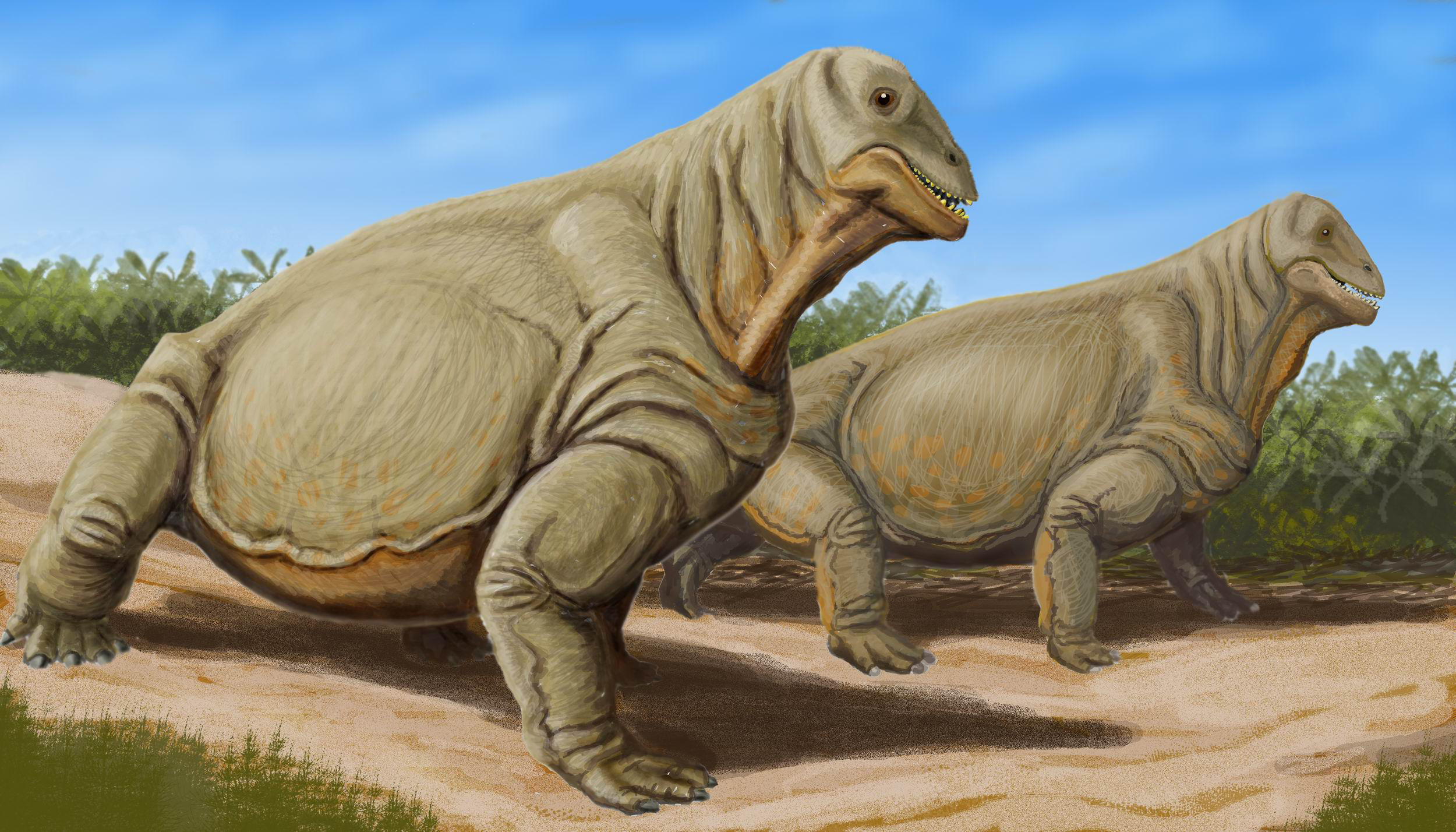
Moschops, býložravý dinocephal

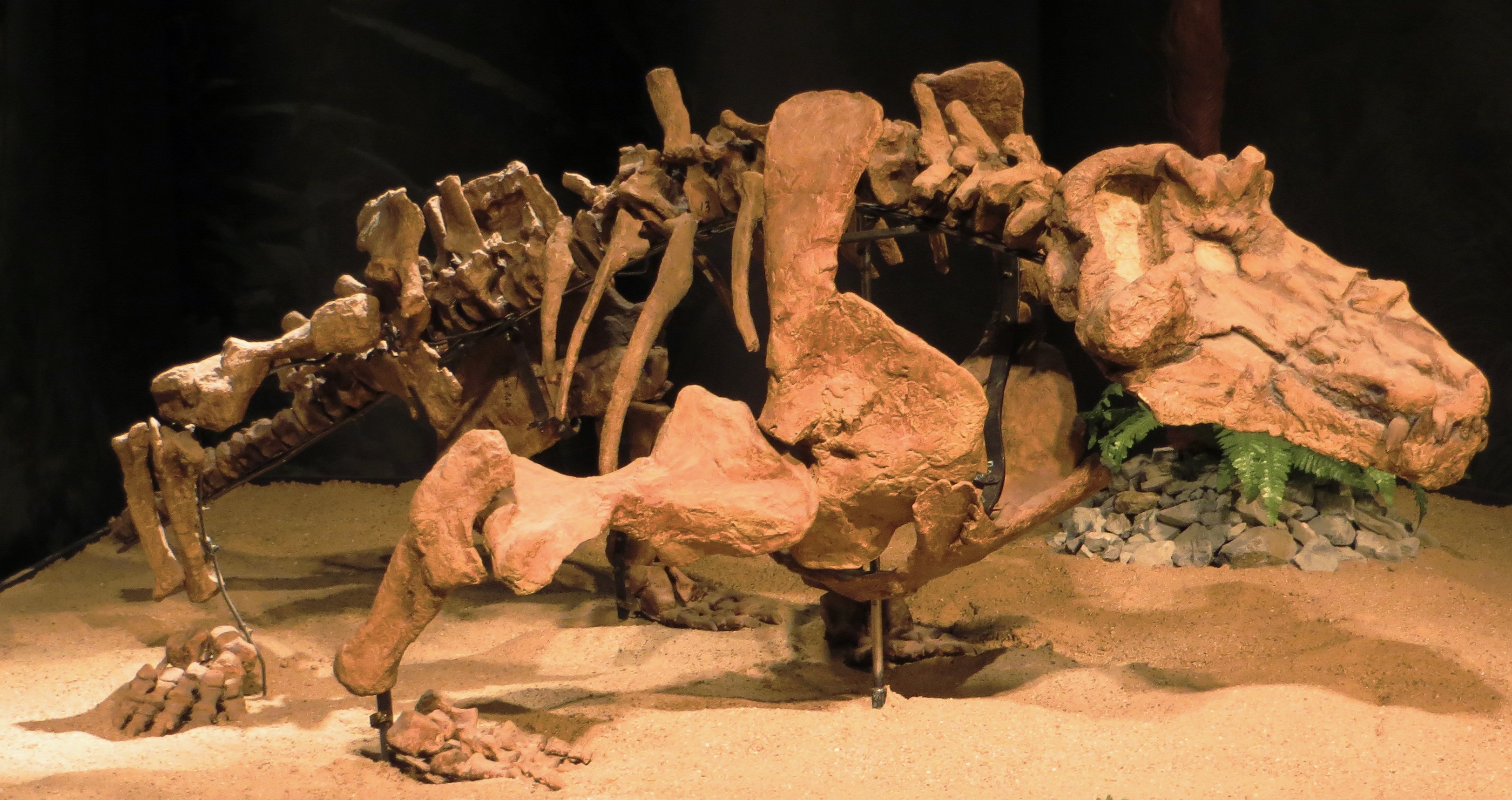
Kostra rodu Estemmenosuchus

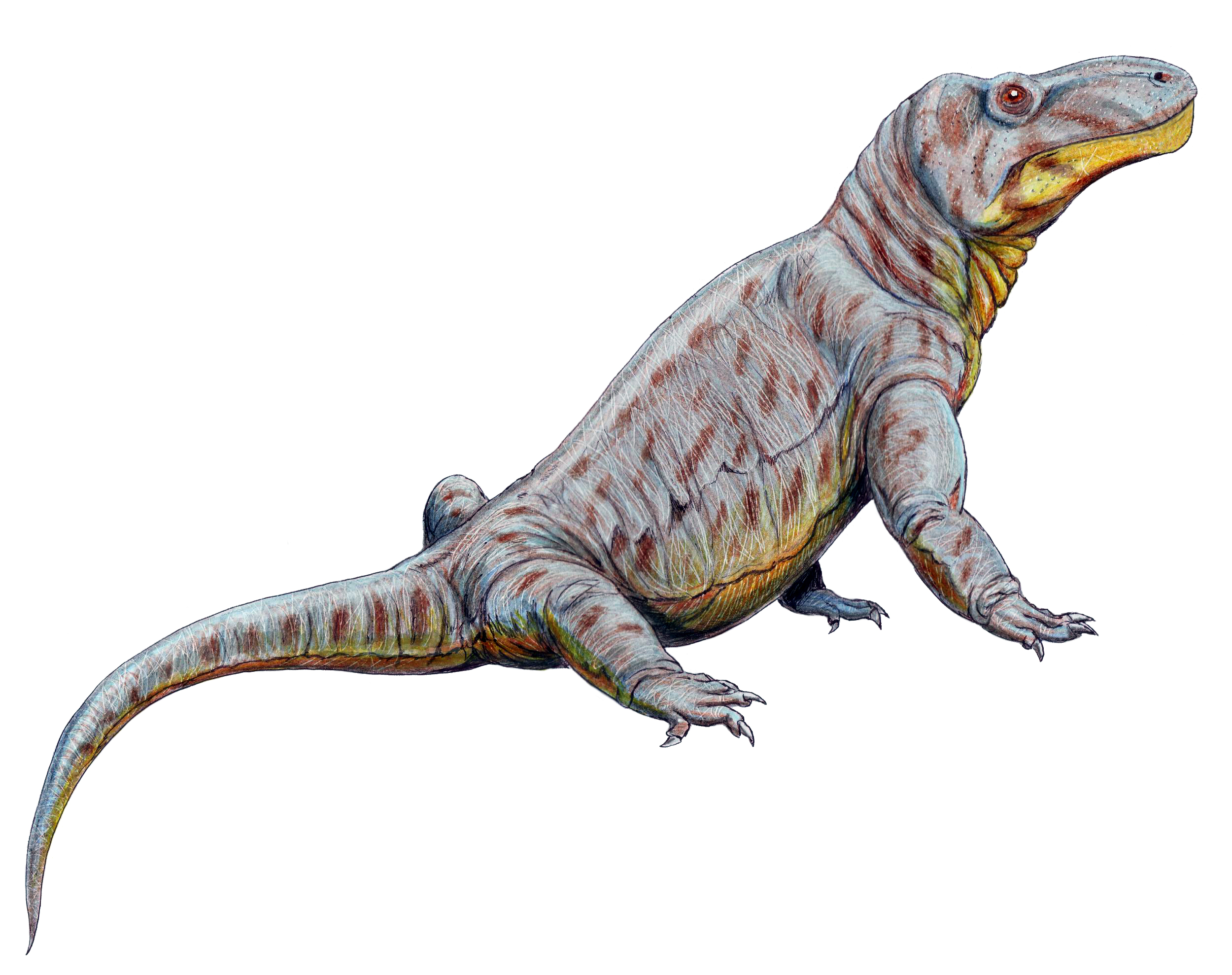
Titanosuchus, všežravý zástupce dinocephalů

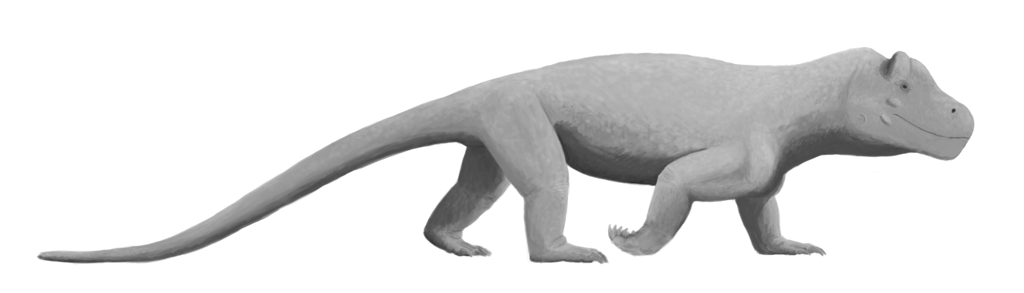
Anteosaurus, dravý zástupce dinocephalů

Dinocephalia (z řečtiny strašné hlavy) je skupina vymřelých velkých terapsidů žijících v období středního až svrchního permu na konci prvohorní éry. Mezi dinocefaly patřily býložravé, masožravé i všežravé druhy. Jejich fosilie jsou známy z území současného Ruska, Číny, Zimbabwe, Jihoafrické republiky a Brazílie. Vymřeli z neznámých příčin relativně náhle a celosvětově před 260 až 253 miliony lety a byli nahrazeni vývojově pokročilejšími terapsidy.

## Popis
Kromě skupiny Biarmosuchia byli dinocefalové nejprimitivnějšími terapsidy. Měli některé primitivní znaky, například primitivní nosní dutinu a malou dolní čelist. Oproti pelykosaurům však měli i některé pokročilé znaky, například kyčelní kost a více vzpřímené končetiny. Většina druhů byla suchozemská, ale někteří zčásti vodní. Šlo o největší terapsidy (tedy vyjma savců) vůbec, šlo též o jedny z největších živočichů své doby.

### Velikost
Největšími dinocefaly byli býložravec Tapinocephalus a všežravec Titanosuchus. Tyto druhy vážily až dvě tuny a na délku měřily zhruba 4,5 metru. Největší masožravci (Anteosaurus, Titanophoneus) vážili kolem půl tuny. Druh Tapinocephalus pamelae z Jižní Afriky zřejmě vážil kolem 900 kilogramů.
Podle novější odborné práce, vydané v roce 2024, vážil zástupce rodu Jonkeria asi 989 kg, zatímco podstatně menší zástupci rodů Moschops a Anteosaurus v obou případech vážili přibližně 400 kg.

## Klasifikace
Klasifikace jednotlivých čeledí a některých druhů:
- třída Synapsida
  - řád Therapsida
    - podřád Dinocephalia
      -  ?Eccasaurus
      -  ?Pelosuchus
      -  ?Tappenosaurus
      - čeleď Estemmenosuchidae
        - Estemmenosuchus[5]
        - Molybdopygus
        -  ?Parabradysaurus

      - ?čeleď Phreatosuchidae
        - Phreatosaurus
        - Phreatosuchus

      - ?čeleď Phthinosuchidae
        - Phthinosuchus

      - ?čeleď Rhopalodontidae
        -  ?Phthinosaurus
        - Rhopalodon

      - klad Anteosauria
        - čeleď Anteosauridae
        - čeleď Brithopodidae
        - čeleď Deuterosauridae

      - klad Tapinocephalia
        -  ?Dimacrodon
        - čeleď? Driveriidae
        - čeleď? Mastersoniidae
        - čeleď Styracocephalidae
        - čeleď Tapinocephalidae
        - čeleď Titanosuchidae

Podrobná klasifikace:
- Třída Synapsida
  - Řád Therapsida
    - Podřád Dinocephalia
      - Mnemiosaurus
      -  ? Rhopalodon
      -  ? Čeleď Phreatosuchidae
        - Phreatosaurus
        - Phreatosuchus

      - Čeleď Estemmenosuchidae
        - Anoplosuchus
        - Estemmenosuchus
        - Molybdopygus
        -  ?Parabradysaurus
        - Zopherosuchus

      - Anteosauroidea
        - Stenocybus
        - Čeleď Anteosauridae (=Brithopodidae?)
          - Admetophoneus
          - Anteosaurus[6]
          -  ?Archaeosyodon
          - Brithopus
          - Chthomaloporus
          - Doliosauriscus
          - Eosyodon
          - Sinophoneus
          - Titanophoneus

        - Čeleď Deuterosauridae
          - Deuterosaurus

        - Čeleď Syodontidae
          - Australosyodon
          - Notosyodon
          - Syodon

      - Tapinocephalia
        -  ?Dimacrodon
        -  ?Driveria
        -  ?Mastersonia
        - Čeleď Tapinocephalidae
          - Keratocephalus
          - Moschops
          - Mormosaurus
          - Riebeeckosaurus
          - Struthiocephalus
          - Struthionops
          - Styracocephalus
          - Tapinocanius
          - Tapinocephalus
          - Titanophoneus
          - Ulemosaurus

        - Čeleď Titanosuchidae
          - Jonkeria[7]
          -  ?Microsyodon
          - Titanosuchus